# Håkon Barfod
Håkon Barfod (ur. 17 sierpnia 1926 w Oslo, zm. 4 listopada 2013 w Bærum) – norweski żeglarz sportowy. Dwukrotny medalista olimpijski.
Brał udział w dwóch igrzyskach (IO 48, IO 52), na obu zdobywał złote medale w klasie Dragon. Podczas obu startów załogę tworzyli również Sigve Lie i Thor Thorvaldsen. Płynęli na łodzi Pan.